# 布里沃
布里沃（法語：Brives，法語發音：[bʁiv]）是法国安德尔省的一个市镇，位于该省东部，属于伊苏丹区。

## 地理
布里沃（46°50'39"N, 1°56'50"E）面积19.61 平方千米，位于法国中央-卢瓦尔河谷大区安德尔省，该省份为法国中部省份，北起卢瓦-谢尔省，西北接安德尔-卢瓦尔省，西南接维埃纳省，南至克勒兹省和上维埃纳省，东临谢尔省。
与布里沃接壤的市镇（或旧市镇、城区）包括：默内-普朗什、圣福斯特、蒂宰、武永。

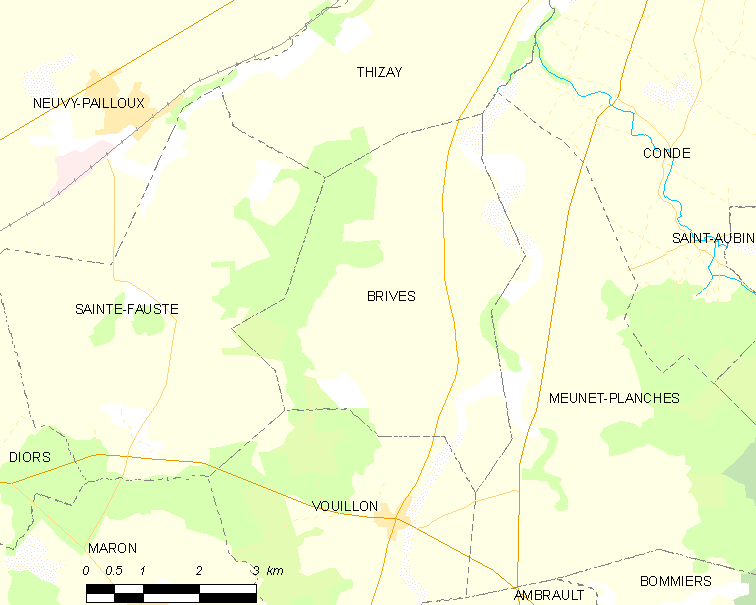
布里沃的OSM定位图

布里沃的时区为UTC+01:00、UTC+02:00（夏令时）。

## 行政
布里沃的邮政编码为36100，INSEE市镇编码为36027。

## 政治
布里沃所属的省级选区为拉沙特尔县。

## 人口

1962-2008年间布里沃人口变化图示

布里沃于2022年1月1日时的人口数量为239人。